# Judo aux Jeux asiatiques de 2014
Navigation
Édition précédente Édition suivante
Les compétitions de judo des Jeux asiatiques de 2014 se déroulent au 20 au 23 septembre 2014 au JDowon Gymnasium de Incheon, en Corée du Sud.

## Podiums

### Femmes
| Épreuves                          | Or                     | Argent                | Bronze                               |
| --------------------------------- | ---------------------- | --------------------- | ------------------------------------ |
| Moins de 48 kg poids super-légers | Mönkhbatyn Urantsetseg | Emi Yamagishi         | Kim Sol-mi Jeong Bo-kyeong           |
| Moins de 52 kg poids mi-légers    | Misato Nakamura        | Gülbadam Babamuratowa | Jung Eun-jung Lenariya Mingazova     |
| Moins de 57 kg poids légers       | Anzu Yamamoto          | Kim Jan-di            | Ri Hyo-sun Dorjsürengiin Sumiyaa     |
| Moins de 63 kg poids mi-moyens    | Joung Da-woon          | Yang Junxia           | Marian Urdabayeva Kana Abe           |
| Moins de 70 kg poids moyens       | Kim Seong-yeon         | Chizuru Arai          | Chen Fei Tsend-Ayuushiin Naranjargal |
| Moins de 78 kg poids mi-lourds    | Jeong Gyeong-mi        | Sol Kyong             | Zhang Zhehui Mami Umeki              |
| Plus de 78 kg poids lourds        | Ma Sisi                | Nami Inamori          | Thonthan Satjadet Kim Min-jeong      |

### Hommes
| Épreuves                          | Or                       | Argent                                       | Bronze                                     |
| --------------------------------- | ------------------------ | -------------------------------------------- | ------------------------------------------ |
| Moins de 60 kg poids super-légers | Yeldos Smetov            | Ganbatyn Boldbaatar                          | Toru Shishime Kim Won-jin                  |
| Moins de 66 kg poids mi-légers    | Davaadorjiin Tömörkhüleg | Tomofumi Takajo                              | Mirzohid Farmonov Azamat Mukanov           |
| Moins de 73 kg poids légers       | Hiroyuki Akimoto         | Ganbaataryn Odbayar                          | Hong Kuk-hyon Bang Gui-man                 |
| Moins de 81 kg poids mi-moyens    | Kim Jae-bum              | Nacif Elias Nyamsürengiin Dagvasüren         | Keita Nagashima Nyamsürengiin Dagvasüren   |
| Moins de 90 kg poids moyens       | Yuya Yoshida             | Dilshod Choriev Lkhagvasürengiin Otgonbaatar | Gwak Dong-han Lkhagvasürengiin Otgonbaatar |
| Moins de 100 kg poids mi-lourds   | Naidangiin Tüvshinbayar  | Maxim Rakov                                  | Ramziddin Sayidov Cho Gu-ham               |
| Plus de 100 kg poids lourds       | Takeshi Ojitani          | Ölziibayaryn Düürenbayar Kim Sung-min        | Abdullo Tangriev Kim Sung-min              |

### Par équipes
| Épreuves | Or | Or | Argent | Argent | Bronze | Bronze |
| -------- | --- | --- | --- | --- | --- | --- |
| Femmes   | Japon Misato Nakamura Emi Yamagishi Anzu Yamamoto Kana Abe Chizuru Arai Nami Inamori Mami Umeki           | Japon Misato Nakamura Emi Yamagishi Anzu Yamamoto Kana Abe Chizuru Arai Nami Inamori Mami Umeki           | Corée du Sud Jeong Bo-kyeong Jung Eun-jung Kim Jan-di Bak Ji-yun Joung Da-woon Kim Seong-yeon Kim Min-jeong Lee Jung-eun | Corée du Sud Jeong Bo-kyeong Jung Eun-jung Kim Jan-di Bak Ji-yun Joung Da-woon Kim Seong-yeon Kim Min-jeong Lee Jung-eun | Chine Ma Yingnan Wu Shugen Zhou Ying Yang Junxia Chen Fei Ma Sisi Zhang Zhehui                                                                  | Corée du Nord Kim Sol-mi Ri Chang-ok Ri Hyo-sun Kim Su-gyong Kim Jong-sun Sol Kyong                                |
| Hommes   | Corée du Sud Choi Gwang-hyeon Youn Tae-ho Bang Gui-man Kim Jae-bum Gwak Dong-han Lee Kyu-won Kim Sung-min | Corée du Sud Choi Gwang-hyeon Youn Tae-ho Bang Gui-man Kim Jae-bum Gwak Dong-han Lee Kyu-won Kim Sung-min | Kazakhstan Azamat Mukanov Yeldos Smetov Dastan Ykybayev Aziz Kalkamanuly Timur Bolat Maxim Rakov Yerzhan Shynkeyev       | Kazakhstan Azamat Mukanov Yeldos Smetov Dastan Ykybayev Aziz Kalkamanuly Timur Bolat Maxim Rakov Yerzhan Shynkeyev       | Ouzbékistan Mirzohid Farmonov Rishod Sobirov Navruz Jurakobilov Sarvar Shomurodov Yakhyo Imamov Dilshod Choriev Soyib Kurbonov Abdullo Tangriev | Japon Tomofumi Takajo Toru Shishime Hiroyuki Akimoto Keita Nagashima Yuya Yoshida Yusuke Kumashiro Takeshi Ojitani |

## Tableau des médailles
| Rang  | Nation        | Or | Argent | Bronze | Total |
| ----- | ------------- | -- | ------ | ------ | ----- |
| 1     | Japon         | 6  | 4      | 5      | 15    |
| 2     | Corée du Sud  | 5  | 2      | 8      | 15    |
| 3     | Mongolie      | 3  | 3      | 4      | 10    |
| 4     | Kazakhstan    | 1  | 2      | 3      | 6     |
| 5     | Chine         | 1  | 1      | 3      | 5     |
| 6     | Corée du Nord | 0  | 1      | 4      | 5     |
| 6     | Ouzbékistan   | 0  | 1      | 4      | 5     |
| 8     | Liban         | 0  | 1      | 0      | 1     |
| 8     | Turkménistan  | 0  | 1      | 0      | 1     |
| 10    | Thaïlande     | 0  | 0      | 1      | 1     |
| Total | Total         | 16 | 16     | 32     | 64    |